# Nahkampfspange
De Nahkampfspange (Nederlands: "Gesp voor man-tegen-mangevechten") was een Duitse militaire onderscheiding die tijdens de Tweede Wereldoorlog aan vooral stoottroepen werd uitgereikt.
De onderscheiding werd bij decreet van 25 november 1942 door Adolf Hitler ingesteld. Het was tijdens de Tweede Wereldoorlog de hoogste decoratie van de Duitse infanterie. De gesp werd in drie graden ("Stufen") (in brons, zilver en goud) toegekend aan militairen van alle rangen. Zij moesten hun moed in een gevecht van man tegen man, een zogeheten "Grabenkampf" hebben bewezen. Ook aanvallen op tanks en al die gevechten waarin men "het wit in de ogen van de vijand had gezien" telden mee voor het winnen van deze onderscheiding.
Van de naar schatting 18-20 miljoen soldaten van de Wehrmacht werden niet meer dan 36.400 bronzen, 9500 zilveren en 631 gouden gespen uitgereikt. Dat maakt de Nahkampfspange zeldzamer dan de hogere rangen van het IJzeren Kruis.
Om het aantal gevechten bij te houden werden door ieder regiment zogenaamde Nahkampflisten bijgehouden. Onder gevechtsomstandigheden kwam het daar niet altijd van. Het kwam ook voor dat de lijsten verloren gingen. Zo kon niet iedere Duitse soldaat die voor een Nahkampfspange in aanmerking kwam het benodigde bewijs leveren.
|                                                                    |                                                                    |                                                                  |                                       |
| Brons (1. Stufe) voor 15 dagen waarin man-tegen-man gevochten werd | Zilver (2. Stufe)voor 30 dagen waarin man-tegen-man gevochten werd | Goud (3. Stufe)voor 50 dagen waarin man-tegen-man gevochten werd | Gedenazificeerde gesp zonder swastika |

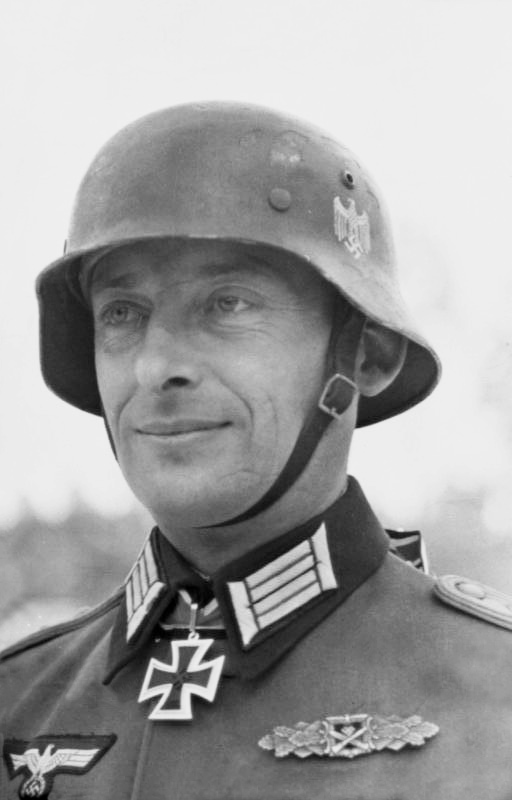
Een kapitein met het ridderkruis van het IJzeren Kruis en de Nahkampfspange

De divisiecommandant kon zwaargewonde soldaten die in de toekomst niet meer voor gevechten konden worden ingezet een Nahkampfspange toekennen wanneer deze ten minste 10 dagen hadden gevochten. Zij kwamen dan voor de bronzen gesp in aanmerking. Voor 20 dagen was er een zilveren gesp en voor 40 dagen waarin man-tegen-mangevechten waren geleverd een gouden gesp. De gespen werden vaak door hooggeplaatste generaals of nazi-leiders zoals Heinrich Himmler opgespeld. De met de gouden Nahkampfspange gedecoreerde soldaten kregen drie weken verlof en konden tezelfdertijd ook het Duitse Kruis, de opstap naar het ridderkruis van het IJzeren Kruis ontvangen. In ieder geval moest bij toekenning van de gouden Nahkampfspange worden onderzocht of de soldaat daarvoor in aanmerking kwam.
Postuum toegekende gespen werden aan de nabestaanden gegeven. In gevangenschap geraakte of vermiste soldaten verloren het recht op de Nahkampfspange.
Bij de instelling was alleen aan de infanterie gedacht. In 1944 werd ook een Nahkampfspange voor de Duitse Luchtmacht ingevoerd. Niet alleen de parachutisten maar ook ander personeel van de luchtmacht nam steeds vaker deel aan gevechten op de grond.

## Draagwijze
De gesp werd boven de batons of de zak op de linkerborst gedragen. De dragers mochten de gesp op burgerkleding in een verkleinde vorm opspelden en op een rokkostuum ook als miniatuur aan een kleine ketting op het revers dragen.
In het Derde Rijk was het gewoonte, maar geen voorschrift, de dragers van de Nahkampfspange met de Hitlergroet te begroeten. Dat gebeurde ook wanneer er ridderkruisdragers van het IJzeren Kruis aanwezig waren.
Na de oorlog verboden de geallieerden het dragen van alle Duitse orden en onderscheidingen. In de zogenaamde DDR is dat verbod steeds van kracht gebleven. In de Bondsrepubliek Duitsland mocht men een gedenazificeerde gesp, dus zonder swastika, dragen.

## Uitvoeringen
De onderscheiding werd door de militaire kunstenaar Wilhelm Ernst Peekhaus ontworpen. Normaal staat op de achterkant "Fecit WE Peekhaus Berlijn". Aan de rechterkant van de achterzijde staat het logo of de naam van de fabrikant. De Nahkampfspange  was in zink gegoten en is, afhankelijk van de fabrikant van de gesp, plat of licht gebogen. Het ontwerp toont een gekruiste bajonet en een handgranaat met een steel als centraal motief. Daarboven zijn een adelaar, symbool van het Duitse Rijk en van de Wehrmacht en een swastika geplaatst. Op de armen van de gesp zijn eikenbladeren afgebeeld. De afwerking is met "Brennlack," uitgevoerd, een coating van brons-, zilver- of goudkleurig metaalpoeder. De lengte van de Nahkampfspange varieert van 95 tot 97 millimeter. Het gewicht varieert tussen 24 en 37 gram en is afhankelijk van het gebruikte metaal.
Geborduurde Nahkampfspangen zijn nooit in omloop gebracht.